# 瀬古村 (岐阜県揖斐郡)
瀬古村（せこむら）は、かつて岐阜県揖斐郡にあった村である。
現在の揖斐郡大野町西部。大野町瀬古に該当する。

## 歴史
- 1701年（元禄14年）以前 - 辻沢村が辻村、沢村に分立する[2]。
- 1871年（明治4年）7月 - 東瀬古村と西瀬古村が合併し、瀬古村（初代）が成立。
- 1889年（明治22年）7月1日 - 辻村、沢村と合併し、改めて瀬古村が発足。
- 1897年（明治30年）4月1日[3] - 大野郡が揖斐郡と本巣郡に分割。当村は揖斐郡の所属となる。
- 1897年（明治30年）4月1日 - 中之元村、牛洞村、松山村と合併し西郡村が発足。同日瀬古村廃止。

## 学校
- 1896年までは瀬古尋常小学校（現・大野町立大野西小学校の前身校の一つ）が設置されていた。